# François Noël
Pour les articles homonymes, voir François Noël (homonymie) et Noël (homonymie).
Jean-François-Joseph-Michel Noël, né le 12 janvier 1756 à Saint-Germain-en-Laye et mort le 29 janvier 1841 à Paris, est un humaniste et un homme politique français.

## Biographie

### L’étudiant
Il est le fils d'un marchand fripier de Saint-Germain en Laye.
Les heureuses dispositions dont il est doué lui permettent d'obtenir une bourse gratuite au Collège des Grassins.
Ensuite, il est admis au collège Louis-le-Grand, encore tenu par des cadres religieux, où il obtient de nombreux prix ; parmi ses condisciples se trouvait Robespierre. [source?]
Il suit des études dans plusieurs établissements où il obtient des prix sous le nom de Louis François Joseph Michel Noël: au collège Mazarin en 1770-1773, au collège des Grassins en 1774-1775.
La modestie de son origine ne lui permettant pas d’envisager une brillante situation dans la vie civile, il prend les ordres mineurs. Il est d’abord maître de quartier (appellation ancienne du maître d’étude). En 1780, il est professeur de sixième au collège Louis le Grand; il l'aurait aussi été en troisième dans le même établissement.

### L’écrivain
Il entre dans la carrière des lettres par la publication, en 1786, d'un Éloge de Gresset. En 1787, il obtient une première mention honorable de l’Académie française pour une ode au duc Léopold de Brunswick, à l’occasion d’un concours organisé par le comte d’Artois (qui deviendra Charles X). En 1788, son Éloge de Louis XII est couronné par la même Académie. En 1789, l’Épître d’un vieillard protestant aux Français réfugiés en Allemagne lui vaut encore une mention honorable de l’Académie. Enfin, en 1790, il reçoit une troisième palme pour son Éloge du maréchal Vauban. Ce sera le dernier prix d’éloquence décerné par l’Académie avant son interruption pour dix ans, sur décret de la Convention à la suite d'un rapport de l’abbé Grégoire, dans la séance du 8 août 1793.
Ses Éloges de Louis XII et de Vauban, d’abord publiés séparément, sont réimprimés en 1812 dans un Choix d’éloges couronnés par l’Académie française.
En 1800, il est fait membre de l'académie de Lyon.

### Le diplomate

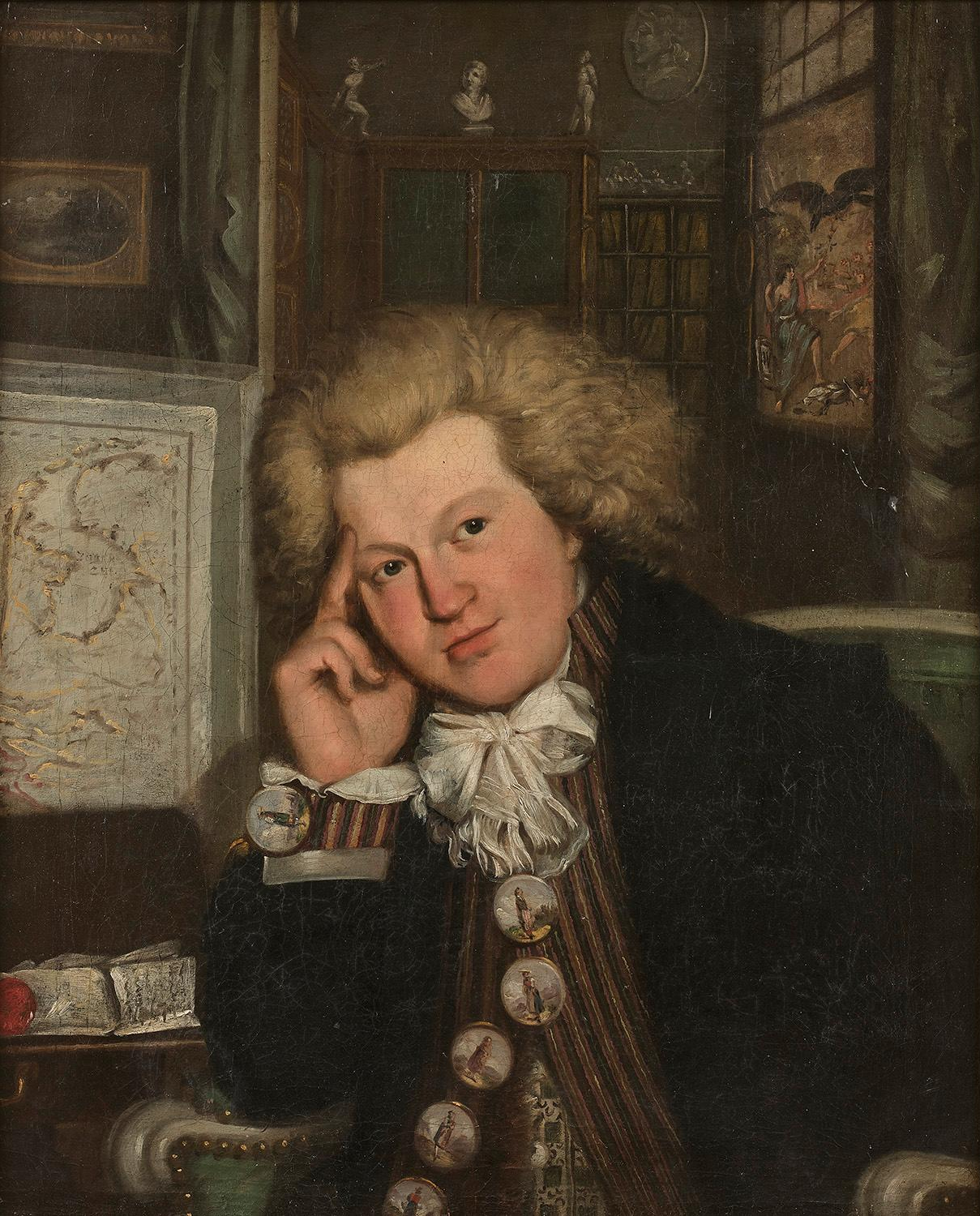
École hollandaise, Portrait présumé de François Noël, 1792

Lorsque la révolution éclate, Noël en adopte les principes et cesse de porter le petit collet, c’est-à-dire qu’il quitte l’habit ecclésiastique ; il se démet de sa chaire au collège royal (Louis le Grand), défend les nouveaux principes avec une certaine chaleur dans un journal du jour, intitulé La Chronique, qu’il dirigeait. Il prend part aussi à la rédaction des premières années du Magasin encyclopédique, etc.) et obtient une place de chef de bureau au ministère des relations extérieures.
Dans la Biographie universelle ancienne et moderne, de Michaud, 1843, on rapporte que, lorsque, après l’arrestation de Louis XVI à Varennes, l’assemblée constituante s’occupa du choix d’un gouverneur pour le Dauphin, Noël fut inscrit parmi les candidats.
Il publie cette même année les Voyages et mémoires du comte Benyowsky sur la Pologne, ouvrage rédigé par J. Hiacynthe de Magellan (3 vol., 1791).
Peu de jours après la fameuse journée du 10 août, il part à Londres pour une mission diplomatique, confiée à ses soins par le conseil exécutif qui venait de remplacer l’autorité royale.
Au commencement de 1793, après l’exécution de Louis XVI, alors qu'il était chargé d’affaires à la Haye, il est grièvement insulté, ainsi qu’un autre agent français (Thainville), ce qui leur fait quitter leur résidence. Le Moniteur du 20 février annonce leur retour à Paris. Il est aussitôt traduit devant la police et subit un interrogatoire minutieux ; après examen de ses papiers, le procès-verbal constate le civisme et la bonne conduite de l’ex-envoyé en Hollande (Moniteur du 9 mars). Cette incarcération dura un mois à peine. C'est à Robespierre, son ancien condisciple, dont il avait, dit-on, eu le courage de blâmer les actes, qu’il doit sa mise en liberté. Probablement pour confirmer son zèle patriotique, il publie alors, si l’on en croit la Biographie universelle et portative des contemporains, sa Lettre sur l’antiquité du bonnet rouge comme signe de liberté. « Cette Lettre, dit l’auteur de la France littéraire, est vraisemblablement insérée dans quelque recueil périodique ; elle valut à son auteur une nouvelle mission diplomatique. » En effet, le journal officiel annonce le 16 juin que de nouvelles missions sont confiées à Noël, à Maret, à Sémonville, à Grouvelle et à Chauvelin.
Cette même année 1793, Noël publie le Journal d’un voyage fait dans l’intérieur de l’Amérique septentrionale, traduit de l’anglais d’Anburey (2 vol.). Cette traduction, faite en commun avec Sautreau de Marsy, est enrichie de notes.
Noël fait aussi imprimer, sous le titre de Nouveau siècle de Louis XIV, un recueil de poésies-anecdotes sur le règne et la cour de ce prince (4 vol.).
Dans les derniers mois de 1794, Noël est ministre plénipotentiaire à Venise. Il est rappelé en février et nommé, par la Convention nationale, membre de la commission d’instruction publique en remplacement de Clément de Ris.
Une armée française commandée par Pichegru ayant conquis la Hollande, Noël est renvoyé à La Haye (1795) avec le titre de ministre plénipotentiaire. Dès son arrivée, il déclare dans une note officielle que l’intention formelle du gouvernement français est de maintenir, par tous les moyens dont il dispose, la république des Provinces-Unies. Peu de jours après, il félicite les États généraux de la résolution qu’ils ont prise de former  une assemblée nationale (Moniteur du 14 janvier 1796). Lors du banquet d’une fête civique, il porte un toast pour célébrer l’anniversaire de l’entrée des Français en Hollande (Moniteur du 14 février). Peu de jours après son arrivée en qualité de ministre plénipotentiaire, il réclame l’expulsion des émigrés français du territoire batave, et le refus de passage aux prêtres déportés qui cherchaient à rentrer en France (Moniteur du 27 avril). En octobre 1798, Noël demande deux ou quatre millions à la nouvelle république batave, dont il avait poursuivi avec zèle la création et l’installation. Plus tard encore, il présente à l’assemblée nationale, réunie à la Haye, une note l’engageant à accepter la constitution, note qui fut considérée par tous les partis comme portant atteinte à l’indépendance de la république batave (Moniteur, 29 et 31 juillet ; idem, 7 août 1797). Presque en même temps, Noël écrit au ministre de la police pour le prévenir que Louis XVIII entretenait des correspondances en France (Moniteur du 12 septembre). Enfin, un des derniers actes de la légation de Noël est la célébration à la Haye, par des illuminations et des bals, de la journée du 18 fructidor (Moniteur du 21 septembre). Un mois ne s’était pas écoulé lorsqu’il fut rappelé et remplacé par Charles Delacroix (Moniteur du 21 octobre). Pendant la durée de sa légation, Noël avait épousé, en mai 1797, mademoiselle Bogaërt, fille d’un riche banquier de Rotterdam.

### L’administrateur patriote
Remplacé le 20 octobre 1797 par Charles de la Croix, il est, en 1798, chargé au ministère de l’intérieur de l'importante division des prisons, hôpitaux, octrois et secours publics.
Au mois de juillet 1799, il est dénoncé par Quatremère-Disjonval dans une séance de la société dite du Manège, qu’on disait être la queue de la Société des Jacobins. Talleyrand était compris dans cette dénonciation. L’ex-ministre plénipotentiaire Noël était accusé d’avoir favorisé en Hollande les ennemis de la république. Quatremère termina son discours en proposant que le soi-disant ministre de la République batave Schilmelpeninck fût dénoncé au directoire exécutif, ce que la Société approuva (Moniteur du 25 juillet 1799). Mais cette dénonciation n’eut pas de suite ; et, trois semaines après, la société du Manège était fermée.
Le coup d'État du 18 brumaire, An VIII, (9 novembre 1799) lui fut plutôt favorable ; à peine sorti du Tribunat, il accepte le poste de commissaire général de police à Lyon (5 mars 1800) ; il rétablit l’ordre et la sécurité dans cette ville, dans les circonstances les plus difficiles, et mérite de la part du premier consul l’éloge d’avoir été celui des préfets de police qui avait déployé le plus d’activité dans un temps où elle était si nécessaire.
Nommé préfet du Haut-Rhin (30 novembre 1801), il est l’année suivante rendu à sa véritable carrière et désigné comme un des trois inspecteurs généraux de l’instruction publique (11 juillet 1802), titre qu’il échange en 1808 contre celui d’inspecteur général de l’université. En cette qualité, il entre en 1809 au conseil qui existait alors et qui fut supprimé en 1815.
Il est maintenu dans ses fonctions d’inspecteur général par les gouvernements de la restauration et de juillet.
Quelques mois avant sa mort, à Paris le 29 janvier 1841, il reçoit, sur la proposition de M. Villemain, la croix d’officier de la Légion d’honneur.

### Le compilateur à l’usage des lycées et des collèges
Noël fut successivement un enseignant écrivain, un homme d’état et un inspecteur général de l’Université. Durant cette troisième partie de son existence, il a édité de nombreuses compilations, fréquemment réimprimées dans lesquelles il est intervenu de façon non négligeable.
Elles seront énumérées dans le paragraphe suivant.

## Œuvres

### Comme traducteur ou comme compilateur
- 1793 Le nouveau Siècle de Louis XIV, avec des notes et des éclaircissements ; Paris, 1793, 4 vol. in-8° : c’est un choix curieux de chansons, d’épigrammes et de vers satiriques sur Louis XIV et sa cour ; Noël et ses collaborateurs Cantwel (ou Cantwell), Soulès et Sautreau de Marsy annonçaient dans la préface le projet, resté sans exécution, de continuer ce recueil pendant le règne suivant ;
- 1793 Journal d’un voyage fait dans l’intérieur de l’Amériques septentrionale, d’Anburey (1793, 2 vol. in-8°), avec des notes
- 1793, traduction de la Description de Poulo-Pinang par différents voyageurs, qui fait partie des Voyages dans l’Inde, etc., traduits de l’anglais et publiés par Matthieu Langlès en 1801, 1 vol. in-8°, 1793 ;
- 1796, Éphémérides politiques, littéraires et religieuses, présentant pour chaque jour de l’année un tableau des événements remarquables qui datent de ce même jour dans l’histoire de tous les siècles et de tous les pays ; Paris, 4 vol. in-8° ; 2e et 3e édit, corrigées et augmentées (avec Planche), 1803-1812, 12 vol. m-8° ;
- 1798, Priapeia veterum et recentiorum ; Paris, in-8° : Selon Quérard, recueil obscène, publié sans nom d’éditeur ;
- 1799, une édition des facéties du Pogge : Facetiarum Poggii libellus, 1799, Selon Quérard 1 vol. in-8
- 1799, Nouvelle géographie universelle, traduite de l’anglais de Guthrie, sur la 17e édition, vol. in-8° et atlas ; ouvrage qui a été plusieurs fois réimprimé ;
- 1801, (avec Planche) Dictionnaire de la Fable, ou mythologie grecque, latine, égyptienne, etc. ; Paris, 1801 ; 4e édit., 1823, 2 vol. in-8° ; Ce dictionnaire, qui a eu plusieurs éditions (dont celle de 1810 est la plus estimée), embrasse les mythologies grecque, latine, égyptienne, celtique, persane, syriaque, indienne, chinoise, mahométane, rabbinique, slavonne, scandinave ; africaine américaine, etc. Toutes les mythologies se trouvent donc rassemblées et comparées dans ce dictionnaire, beaucoup plus complet, quoique incomplet encore, que tous ceux qui existaient auparavant ; il a été donné depuis un abrégé de ce dictionnaire.
- 1802 à 1809 (avec de la Mare) Almanach des prosateurs ; Paris, 7 vol. pet. in-12 ;
- 1803, Éphémérides politiques, littéraires et religieuses, 12 vol. in-8°. Cet ouvrage, qui a eu trois éditions, dont la dernière est de 1812, a été fait en commun par Noël et Planche ; il fut annoncé comme « présentant, pour chaque jour de l’année, un tableau des événements remarquables qui datent de ce même jour dans l’histoire de tous les siècles et de tous les pays ».
- 1804, (avec Delaplace[6]) Conciones poeticae, ou discours choisis des poètes latins anciens, avec des arguments latins, des analyses en français, la meilleure traduction ou imitation en vers d’un certain nombre de ces discours, et des modèles d’exercice de Rollin, La Rue, Binet, etc. ; Paris, 1804, réimprimé en 1819, in-12 ; recueil utile, qui fut adopté par l’université à l’usage des classes de seconde et de rhétorique ;
- 1804, (avec le même) traduction complète de Catulle, suivie des poésies de Gallus, avec le texte en regard, 2 vol. in-8°
- 1804, (avec le même) Leçons françaises de littérature et de morale ; Paris, 1804, 2 vol. in-8° ; 27e édit., 1847, 2 vol. in-8°. C’est un choix, assez mal fait, en prose et en vers, des meilleurs morceaux de la langue française dans la littérature des deux derniers siècles, avec des préceptes de genres et des modèles d’exercices. Ce recueil, dont l’idée a été avec raison revendiquée en faveur de l’abbé de Levizac, fut loué sans restriction par Dussault et d’autres critiques, et devint le plus populaire des ouvrages de Noël ; pendant près d’un demi-siècle le succès en a été aussi grand dans le monde que dans les collèges. Noël s’empressa d’exploiter une veine aussi heureuse, et publia successivement sur le même plan et sous le même titre des Leçons latines anciennes (1808, 2 vol. in-8° ; 4e édit., 1836), avec Delaplace ; des Leçons latines modernes (1818, 1836, 2 vol. in-8°), avec le même ; des Leçons anglaises (1818-1819, 2 vol. in-8° ; 2e édit., 1833), avec Chapsal ; des Leçons italiennes (1824-1825, 2 vol. in-8°), avec sa fille ; des Leçons grecques (1825, 2 vol. in-8°), avec Delaplace ; des Leçons allemandes (1827, 3 vol. in-8°), avec Stoeber, et des Leçons de philosophie morale (1833, in-8°) ;
- 1804, Abrégé de la mythologie universelle, ou dictionnaire de la fable ; Paris, in-12 ; 3e édit., 1816 ;
- 1806 Dictionnaire historique des personnages de l’antiquité, des dieux, héros de la Fable, des villes, fleuves, montagnes, etc. ; Paris, 1806, 1824, in-8° ; précédé d’un Essai sur les noms propres chez les peuples anciens et modernes. On y trouve les princes, généraux, philosophes, poètes, artistes, etc., les dieux et les héros de la fable, ainsi que les villes, fleuves et montagnes, avec l’étymologie et la valeur de leurs noms et surnoms[Note 3] ;
- 1807 Dictionarium latino-gallicum ; Paris, 1807, in-8° ; nouv. édit., 1834 ; composé sur le plan du Lexicon de Facciolati ;
- 1808 Nouveau Dictionnaire français-latin ; Paris, 1808, 1834, in 8° ;
- 1810 Gradus ad Parnassum, ou nouveau dictionnaire poétique latin-français ; Paris, 1810, 1826, 1843, in-8°. Ces trois dictionnaires, stéréotypés chez Le Normant, ont eu de nombreux tirages ; depuis longtemps ils ont été dépassés par les travaux, plus exacts et plus complets, des auteurs modernes ;
- 1810 (avec Delaplace) Manuel du rhétoricien, ou choix de discours de Bossuet, Fléchier, Massillon, etc. ; Paris, 1810, in-12 ;
- 1823 (avec Chapsal) Nouvelle grammaire française ; Paris, 1823, 2 vol. in-12 ; 46e édit., 1854 : cet ouvrage, dont la vogue n’est pas épuisée, a donné lieu à de nombreuses critiques, la plupart justifiées par les négligences et les erreurs dont il est rempli. Noël a compilé, avec le même auteur, un Corrigé des exercices français sur l’orthographe (1824, in-12 ; 45e édit, 1852), un Abrégé de la Grammaire française (1826, in-12 ; 35e édit., 1854) ;
- 1826 un Nouveau dictionnaire de la langue française (1826, in-8° ; 14e édit., 1852) ;
- 1827 des Leçons d’analyse grammaticale (1827, in-12 ; 25e édit., 1852) ;
- 1827 des Leçons d’analyse logique (1827, in-12 ; 22e édit., 1854) ;
- 1827 (Louis-J. Carpentier) Nouveau dictionnaire des origines, inventions et découvertes ; Paris, 1827, 2 vol., in-8° ; une seconde édit., revue et augmentée de plus de 800 articles, en a été faite par Puissant fils (1833 et ann. suiv., 4 vol. in-8°) ; on en a publié en 1828 une contrefaçon en Belgique, avec un supplément ;
- 1829 un Nouveau traité des participes (1829, in-12 ; 14e édit., 1854) ;
- 1830 et un Cours de mythologie (1830, in-12 ; 13e édit., 1854).
- 1835 (avec J.-B. Fellens) Nouvelle grammaire latine ; Paris, 1835, 1842, in-12 : les mêmes collaborateurs ont donné pour complément à ce livre des Exercices latins (1842, in-12) et un Cours de thèmes (1842, .1 in-12).
- 1839 (avec Louis-J. Carpentier) Philologie française, ou dictionnaire étymologique, critique, historique, anecdotique, etc. ; Paris, 1831, 1839, 2 vol. in-8° ; c’est un dictionnaire étymologique, critique, historique, anecdotique et littéraire ; il contient un choix d’archaïsmes, de néologismes, d’euphémismes, d’expressions figurées ou poétiques, etc. ;

### Comme éditeur
- Voyages et mémoires de Beniowski (1791, 3 vol. in-8°) ;
- Facetiarum Poggii libellus, (1799, 2 vol. in-8°) ;
- Œuvres diverses de l’abbé de Radonvilliers (1807, 3 vol. in-8°), dans lesquelles il a inséré deux traductions qui lui appartiennent, celle des trois premiers livres de l’Enéide et celle de Cornélius Népos ;
- Télémaque de Fénelon (1812, 4 vol. in-18) ;
- Œuvres de Boileau (1824, in-12) ; etc. Il a aussi achevé la version de Tite-Live et de Tacite, laissée incomplète par la mort du traducteur Dureau de La Malle (1810-1824, 17 vol. in-8°, et 1827, 6 vol. in-8°), et il a revu les traductions faites par Binet des Œuvres de Virgile (1823) et d’Horace (1827). Enfin, cet infatigable écrivain a fourni des articles de littérature et de politique à la Chronique de Paris, au Magasin encyclopédique (1795 à 1806), à la Nouvelle Bibliothèque des romans, etc.

Il a légué à son fils Charles Noël de nombreux manuscrits, parmi lesquels se trouve une traduction de Dion Cassius.

## Armoiries
| Image | Armoiries |
| ----- | --- |
|       | Armes du chevalier Noël et de l'Empire Parti d'azur et d'argent ; l'azur chargé d'un lys de jardin terrassé d'argent; l'argent chargé de trois arbres arrachés de sinople ; champagne de gueules du tiers de l'écu, brochant sur le parti et chargé du signe des chevaliers légionnaires. |